# Gérard Montant
Gérard Montant, né le 20 octobre 1941 à Orléans (Loiret), est un syndicaliste et diplomate français.

## Biographie
Issu d'un milieu modeste, Gérard Montant suit des études professionnelles et techniques, entrecoupées de courtes périodes d'activité professionnelles comme aide-comptable, qui le conduisent à l'École normale nationale d'apprentissage (ENNA) de la rue de la Tour à Paris, où il entre en 1962. Dès cette période, il s'engage dans le militantisme syndical, d'abord à l'UNEF en 1960, puis au SNETP-CGT à son entrée à l'ENNA. Il est d'ailleurs secrétaire de la section syndicale des élèves de l'école. Professeur de comptabilité à Savigny-sur-Orge à partir de 1964,  il milite dans l'équipe de la section académique de Paris du syndicat en 1965, et en devient, en 1970, le secrétaire. Il entre, cette même année, au bureau national. Dans le même temps, il milite au Parti communiste français, qu'il quittera en 1986.
En 1974, il succède à Charles Ravaux comme secrétaire général du SNETP, et l'année suivante entre à la commission exécutive confédérale de la CGT.
À ce titre, après s'être opposé à la fin des années 1970 et au début des années 1980 à l'élargissement du champ de syndicalisation du SNETP à l'ensemble des enseignants du public, il finit, lors du congrès de La Rochelle (1985) par s'y rallier, du fait de la transformation et du succès des syndicats FO de l'enseignement. La structure du syndicat se transforme, avec la création de syndicats départementaux regroupés dans une union nationale. Pendant toute la durée de son mandat, cependant, cet élargissement reste assez théorique, la CGT ne présentant par exemple pas de candidats contre ceux de la FEN lors des élections professionnelles en -dehors du secteur de l'enseignement professionnel.
En 1982, il quitte la commission exécutive confédérale, puis, en 1985, la direction du SNETP. Il devient alors rédacteur en chef adjoint de La Vie Ouvrière, le journal de la CGT. Il démissionne cependant en 1987, à la suite de désaccords avec Louis Viannet.
Il est alors élu secrétaire général de la Fédération internationale syndicale de l'enseignement, et s'installe à Berlin (Est) où se trouve le siège de cette organisation, jusqu'en 1991, année où il fait transférer le siège de la Fédération internationale syndicale de l'enseignement (en) (FISE) à Paris.
L'organisation, très liée aux syndicats officiels du bloc de l'Est et au monde communiste, est alors cependant en crise. En 1990, ses représentants avaient, sur l'impulsion de Montant, voté contre l'orientation de la direction de la Fédération syndicale mondiale à laquelle elle est affiliée. Partisan d'une unification du syndicalisme international de l'éducation, qui se réalise un peu plus tard, mais sans la FISE, au sein de l'Internationale de l'éducation, Montant est mis en minorité dans son organisation, et démissionne du secrétariat général.
Il poursuit alors son engagement au sein de l'association pour la défense des consommateurs salariés (INDECOSA), affiliée à la CGT, dont il devient le secrétaire général, puis le président.
En 1992, il reprend des études universitaires, qu'il achève, en 1999 par un doctorat en sciences de l'éducation, avec une thèse intitulée Des amours laborieuses : l’école, les enseignants, la formation professionnelle et l’apprentissage dans les congrès et la presse de la Confédération Générale du Travail de 1895 à 1921.
En 2001, cependant, il abandonne ces responsabilités. Il est nommé secrétaire général du centre culturel français de Dakar (Sénégal), puis attaché culturel de l'ambassade de France à Dakar, jusqu'à sa retraite en 2005.